# Самойленко, Анастасия Сергеевна
Анастасия Сергеевна Самойленко (до замужества — Шляховая; род. 5 октября 1990, Жовтневое) — российская волейболистка, центральная блокирующая красноярского «Енисея» и сборной России, мастер спорта международного класса.

## Биография
Родилась 5 октября 1990 года в селе Жовтневое Софиевского района Днепропетровской области, её родители в прошлом занимались баскетболом. Начинала играть в волейбол в ДЮСШ № 4 Нижнекамска под руководством тренера Марины Фануровны Давыдовой, когда училась в четвёртом классе школы.
В 14-летнем возрасте отправилась в Уфу и была принята в местную команду «Прометей». В сезоне-2007/08 провела первый матч за «Прометей»-УГНТУ в высшей лиге «А» чемпионата России. В 2009 году была вызвана Вадимом Кирьяновым в молодёжную сборную России и приняла участие на проходившем в Москве отборочном турнире чемпионата мира.
В сезоне 2011/12 годов команда Анастасии Шляховой, к тому времени переименованная в «Уфимочку»-УГНТУ, завоевала право играть в Суперлиге. Дебютный чемпионат в элитном дивизионе, который «Уфимочка» завершила на 9-м месте, для Анастасии сложился успешно — по итогам регулярного сезона она стала второй по результативности в своей команде, а среди всех игроков Суперлиги имела пятый показатель по количеству очков на блоке. В мае 2013 года Шляховая подписала контракт с бронзовым призёром чемпионата России «Омичкой» и начала подготовку к первому в карьере сезону в национальной сборной страны.
В составе сборной России Анастасия Шляховая в 2013 году стала серебряным призёром турнира «Монтрё Волей Мастерс», победительницей Кубка Ельцина и Универсиады в Казани. На этих турнирах она отметилась эффективными выходами в игру с замены, а начиная с первого официального соревнования года — Гран-при, состоявшегося в августе, стала игроком стартового состава команды. По итогам предварительного этапа Гран-при Анастасия Шляховая вошла в пятёрку лучших блокирующих турнира. В сентябре того же года она завоевала золотую медаль на чемпионате Европы в Германии и Швейцарии.
В начале сезона сборных 2014 года Анастасия Шляховая стала бронзовым призёром «Монтрё Волей Мастерс» и вошла в заявку на Кубок Ельцина, однако не приняла участие в матчах этого турнира, а также пропустила стартовавший в августе Гран-при по причине травмы голеностопа. Из-за обострившейся в сентябре травмы колена она также была вынуждена пропустить чемпионат мира. В конце ноября Анастасия вернулась к полноценным тренировкам и матчам. Весной 2015 года покинула «Омичку» и перешла в краснодарское «Динамо».
Из-за проблем со здоровьем Анастасия Самойленко не играла в новом сезоне за сборную России, но была включена в состав команды на финальный раунд Гран-при-2015 в Омахе, заявляясь на матчи в качестве либеро. Летом 2016 года выступала за национальную команду на Гран-при и Олимпийских играх в Рио-де-Жанейро.
В мае 2017 года подписала контракт с клубом «Динамо-Казань», где провела два сезона, а в 2020-м после перерыва в карьере, связанного с восстановлением после травмы, пополнила состав красноярского «Енисея».

## Достижения

### Со сборными
- Чемпионка Европы (2013).
- Серебряный призёр Гран-при (2015).
- Обладательница Кубка Ельцина (2013).
- Серебряный (2013) и бронзовый (2014) призёр «Монтрё Волей Мастерс».
- Чемпионка Всемирной Универсиады (2013).

### В клубной карьере
- Серебряный (2017/18) и бронзовый (2013/14, 2015/16) призёр чемпионата России.
- Обладательница Кубка России (2015, 2017), серебряный призёр Кубка России (2014).
- Обладательница Кубка ЕКВ (2015/16).

### Индивидуальные призы
- Лучшая блокирующая «Финала четырёх» Кубка России (2017).

## Награды
- Почётная грамота Президента Российской Федерации (19 июля 2013 года) — за высокие спортивные достижения на XXVII Всемирной летней универсиаде 2013 года в городе Казани[10].

## Личная жизнь
6 декабря 2014 года вышла замуж за баскетболиста Богдана Самойленко, который младше Анастасии на два с половиной года. В клубном сезоне-2014/15 продолжала выступать под фамилией Шляховая, с сезона сборных 2015 года носит майку с новой фамилией.